# Acacia ryaniana
Acacia ryaniana é uma espécie de leguminosa do gênero Acacia, pertencente à família Fabaceae.